# Domenico Venier
Domenico Venier (Venezia, 25 dicembre 1517 – Venezia, 16 febbraio 1582) è stato un poeta italiano del Cinquecento.
Esponente dell'importante famiglia patrizia dei Venier, era fratello di Lorenzo e zio di Maffio. Avviato al cursus honorum veneziano, intorno al 1546 dovette rinunciare ad assumere incarichi ufficiali per una grave infermità, forse una forma di gotta. Si dedicò allora interamente all'attività intellettuale, riunendo attorno a sé i migliori letterati veneziani dell'epoca e portando avanti l'eredità di Pietro Bembo.
Fu autore di un corpus di più di 270 poesie, solo in parte pubblicate in vita, all'interno di varie antologie. La prima raccolta completa si deve a Pierantonio Serassi, che la pubblicò nel 1751.